# Kaspar von der Sitt

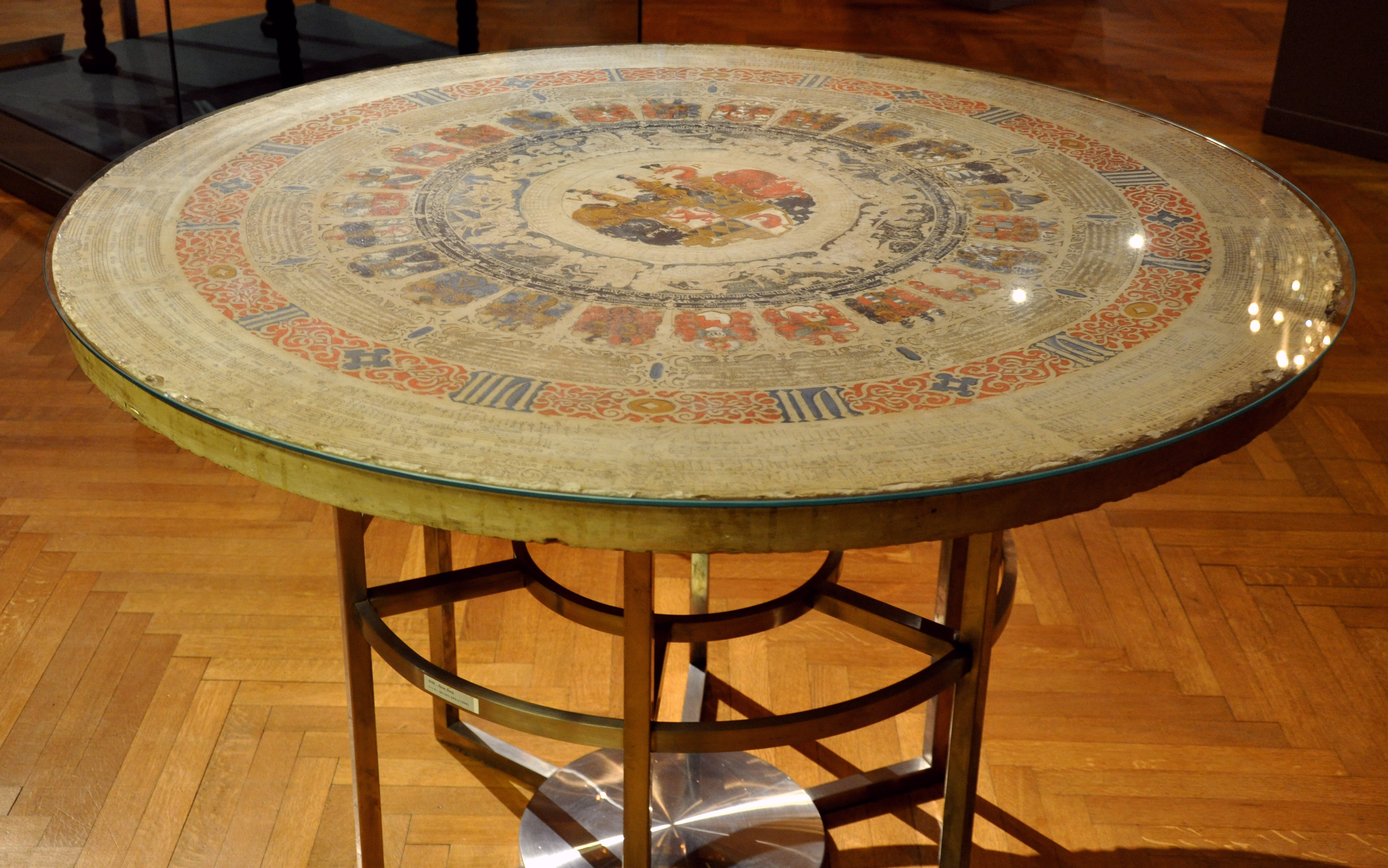
Kaspar von der Sitt: Passauer Liedertisch von 1590

Kaspar von der Sitt (* vermutlich in Amberg) war ein deutscher Steinätzer im 16. Jahrhundert.

## Leben
Sitt war eine Zeit lang Bürger in Passau, das er 1591 wohl wegen seines lutherischen Glaubens verließ. Er war kaiserlicher Notar und ab 1598 wieder in Amberg ansässig.
Zu seinen bekanntesten Werken zählen der Passauer Liedertisch von 1589 (heute im Kunsthistorischen Museum Wien, Sammlung alter Musikinstrumente) und der Amberger Liedertisch, den er 1591 zusammen mit Hanns Leonhard Deinfelder für den Rat der Stadt anfertigte.
Weitere Werke Sitts befinden sich im Stadtmuseum im Hl.-Geist-Spital Nördlingen (Eidschwörtafel, 1615), im Schloss Hohenschwangau, im Schloss Laxenburg, im Bayerischen Nationalmuseum, im Landesmuseum Württemberg in Stuttgart sowie im Kunsthistorischen Museum in Wien.